# Osteocephalus carri
Espèce
Synonymes
- Hyla carri Cochran & Goin, 1970

Osteocephalus carri est une espèce d'amphibiens de la famille des Hylidae.

## Répartition
Cette espèce est endémique de Colombie. Elle se rencontre en Amazonie et sur le versant amazonien de la cordillère des Andes jusqu'à 1 400 m d'altitude.

## Étymologie
Cette espèce est nommée en l'honneur de Archie Carr.

## Publication originale
- Cochran & Goin, 1970 : Frogs of Colombia. United States National Museum Bulletin, vol. 288, p. 1-655. (texte intégral).